# 石山泰稚
石山 泰稚（いしやま たいち、1988年9月1日 - ）は、秋田県秋田市出身のプロ野球選手（投手）。右投右打。東京ヤクルトスワローズ所属。

## 経歴

### プロ入り前
旭北小4年生の時に野球を始めた。
金足農業高3年時の夏は秋田大会準々決勝で、後にプロでチームメイトとなる菊沢竜佑を擁する秋田高に0-2で敗退。甲子園出場経験はなし。
東北福祉大学に進学すると、仙台六大学野球連盟に加盟する野球部に入部する。1年秋から公式戦に登板する。2年時と3年時に全日本大学野球選手権大会、3年時に明治神宮野球大会に出場している。プロ志望届を提出したが指名漏れとなった。同期に阿部俊人がいる。
大学卒業後は、社会人野球のヤマハに入団。1年目から公式戦に出場。第82回都市対抗野球大会では、2回戦で十亀剣、縞田拓弥、川端崇義らを擁するJR東日本と対戦。1点ビハインドの7回途中から登板するも、2点を失い2-5で敗退した。2年目の第83回都市対抗野球大会では、1回戦の九州三菱自動車戦で先発するが5回1/3を2失点に終わり、チームも1-2で敗退した。
2012年10月25日に行われたプロ野球ドラフト会議では、藤浪晋太郎の抽選を外した東京ヤクルトスワローズから1位指名を受け、契約金1億円＋出来高払い3000万円、年俸1500万円で入団に合意した（金額は推定）。背番号は12。

### ヤクルト時代
2013年はオープン戦で先発として調整し、結果を残せず開幕一軍とはならなかったが、中継ぎとして昇格して以降セットアッパーとして定着する。この年抑え投手を固定できなかったチーム事情もあり、シーズン終盤から抑えに定着する。この年は60試合に登板して3勝3敗21ホールド10セーブと大車輪の活躍を見せた。オフに、2000万円増となる3500万円で契約を更改した。
2014年は開幕一軍入りし主にリリーフの二番手として起用されたが、不安定な投球が続き6月終盤に二軍落ち。7月に復帰してからはチーム事情もあり先発に転向。2014年7月2日、対阪神タイガース11回戦（阪神甲子園球場）にてプロ初先発。5回1失点（自責点0）ながら敗戦投手となった。8月は2勝負け無しだったものの、7月と9月は好投しても勝ちが付かない試合と大量失点を喫する試合など好不調が激しく共に0勝3敗に終わる。先発の駒不足もありシーズン中盤から先発ローテーションに入っていた。オフに、300万円増となる推定年俸3800万円で契約を更改した。
2015年は2年連続で開幕一軍、初の開幕ローテーションを掴み、4月は月間防御率トップに躍り出るなど好調だったが、援護がつかず白星には結びつかなかった。5月には一度登録を抹消され、再昇格後はチームの9連敗を止めたが、不調が続き再び二軍に降格。7月に3度目の昇格を果たすとペナント終了までローテーションを守り続け、規定投球回には達しなかったがチーム3位となる111回3分の1イニングを投げた。クライマックスシリーズでは登板機会がなかったが、日本シリーズでは3試合に登板。打ち込まれる投手が多かった中で中継ぎ・ロングリリーフで好投を見せた。オフに、300万円増となる推定年俸4100万円で契約を更改した。
2016年は右肘の故障で13試合の登板に留まった。オフに、推定年俸3100万円で契約を更改した。
2017年は秋吉亮などが離脱する苦しいチーム状況の中で中継ぎとしてチームトップの66試合に登板し、3勝6敗24ホールド、防御率3.03という成績を残した。オフに、1700万円増となる推定年俸4800万円で契約を更改した。
2018年は投手キャプテンに就任した。セットアッパーとしてシーズン開幕を迎え、好調を維持。新外国人のマット・カラシティーの不調があり、5月からルーキーイヤー以来の抑えに配置転換された。交流戦では10試合に登板して無失点で、球団初の交流戦最高勝率に貢献し日本生命賞を受賞した。8月23日の広島東洋カープ戦では4失点を喫しサヨナラ負けするも、その後は安定した成績を記録。9月23日の中日ドラゴンズ戦では自身初、また球団の日本人選手としては4人目となる30セーブを達成した。終盤まで山﨑康晃とセーブ王争いを繰り広げ、タイトル獲得とはならなかったが、リーグ2位の71登板、リーグ2位の35セーブ、防御率2.08といずれもキャリアハイの成績を残した。セットアッパーとして74試合に登板し、最優秀中継ぎに輝いた近藤一樹とともに前年最下位に沈んだヤクルトの2位への躍進に大きく貢献した。オフには5200万円増の推定年俸1億円で契約を更改した。
2019年は阪神との開幕戦で同点の延長11回裏に登板すると、この回先頭の代打・鳥谷敬に三塁打を打たれ、一死後自身の暴投でサヨナラ負けを喫する。その後は抑えとして安定した成績を残していたが、コンディション不良で5月6日に登録抹消となる。6月2日に復帰するも7月5日にはインフルエンザのため再び登録抹消となり、オールスターゲームの出場も辞退した(代役としてマクガフが出場した)。8月29日に一軍に復帰するも投球があまり安定せず、9月17日にはシーズン3度目の登録抹消となった。オフに、2000万円減となる推定年俸8000万円で契約を更改した。
2020年は44試合に登板。チームが最下位と低迷する中、防御率2.01で20セーブを記録。オフ、動向が注目されたが、FA権を行使せず、新たに推定年俸1億5000万円での4年契約を締結した。
2021年は前年に引き続き開幕から守護神として起用された。4月の広島3連戦にて3連投で8者連続三振を記録することもあったが、4月27日に初黒星を喫した後は救援失敗が目立つようになり、8回へ配置転換される。その後も調子が上がらず6月20日に登録を抹消された。7月に一軍復帰した後は最終盤の10月に月間7ホールドを記録するなど、計58試合に登板し、チームの優勝に貢献。オリックス・バファローズとの日本シリーズでは、キレのある直球が戻り日本一にも貢献した。
2022年は4月17日の対横浜DeNAベイスターズ戦（横浜スタジアム）で4-4の同点で迎えた8回裏に5番手で救援登板し、無失点に抑えると、9回表に味方が勝ち越したため、シーズン初勝利を挙げた。同年は登板数38試合で3シーズンぶりに30試合台だったが、防御率は1点台で被本塁打ゼロと安定した成績を残した。オリックスとの日本シリーズでは5試合に登板していずれも無失点に抑えるも、チームは2勝4敗1分けで2年連続日本一とはならなかった。
2023年は50試合に登板。不安定な投球が続き、前年よりも大きく成績を落とした。
2024年は4月19日の対DeNA戦（神宮球場）で1点リードで迎えた9回表に4番手で救援登板し、1回無失点に抑え、2021年5月14日の対中日戦（バンテリンドーム ナゴヤ）以来となる1071日ぶりのセーブを挙げたが、8月は9試合に登板して月間防御率7.50に苦しみ、同月29日に出場選手登録を抹消された。シーズン通算では37試合に登板、1勝0敗5セーブ、防御率4.35の成績に終わった。オフの12月12日に6000万円減となる推定年俸9000万円で契約を更改した。
2025年は開幕から安定した投球を続け、4月5日の中日戦で同年初のセーブシチュエーションで登板。その試合で三者連続三球三振を記録し、同年初セーブを挙げた。守護神返り咲きを果たし、5月27日の中日戦では1点リードの9回に登板して無失点に抑え、プロ野球史上38人目となる通算100セーブを達成した。ここまでで既に通算125ホールドを記録しており、プロ野球史上9人目、球団では初となる通算100セーブと100ホールドの同時達成も果たした。なお、36歳8ヵ月での同時達成はこれまでの増田達至の34歳3ヵ月を抜き、史上最年長での達成となった。7月7日までで27試合に登板し、3勝1敗14セーブ、防御率0.68という成績で、同日、同年のオールスターゲームに監督選抜で自身7年ぶりに選出された。しかし同12日に左腹斜筋の肉離れで登録を抹消され、オールスターゲームも出場辞退となった（代替選手は大西広樹）。

## 選手としての特徴
スリークォーターから平均球速144km/h、最速153km/hのストレートに加え（ヤマハ時代の最速は146km/h）、縦に落ちるスライダー・カーブ・フォークと変化球を投げる。

## 人物
小学校時代に、少林寺拳法の団体戦で全国優勝している。
2015年12月5日、大館市で開催されたシンポジウム「夢の向こうにin秋田」（日本野球機構、日本プロ野球選手会、日本高野連主催）に、同じ県内出身・ゆかりの東北楽天・後藤光尊選手、ロッテ・木村優太投手、DeNA・砂田毅樹投手を含めた8人の選手とともに参加し、県内32校272人の高校生に野球指導を行った。
2013年12月25日に結婚し、2015年3月28日に第一子となる長男が誕生している。

## 詳細情報

### 年度別投手成績
| 年 度      | 球 団      | 登 板 | 先 発 | 完 投 | 完 封 | 無 四 球 | 勝 利 | 敗 戦 | セ 丨 ブ | ホ 丨 ル ド | 勝 率 | 打 者 | 投 球 回 | 被 安 打 | 被 本 塁 打 | 与 四 球 | 敬 遠 | 与 死 球 | 奪 三 振 | 暴 投 | ボ 丨 ク | 失 点 | 自 責 点 | 防 御 率 | W H I P |
| ---------- | ---------- | ----- | ----- | ----- | ----- | -------- | ----- | ----- | -------- | ----------- | ----- | ----- | -------- | -------- | ----------- | -------- | ----- | -------- | -------- | ----- | -------- | ----- | -------- | -------- | ------- |
| 2013       | ヤクルト   | 60    | 0     | 0     | 0     | 0        | 3     | 3     | 10       | 21          | .500  | 263   | 58.1     | 58       | 6           | 30       | 3     | 1        | 59       | 5     | 0        | 21    | 18       | 2.78     | 1.51    |
| 2014       | ヤクルト   | 35    | 14    | 0     | 0     | 0        | 3     | 8     | 0        | 2           | .273  | 480   | 109.1    | 111      | 15          | 46       | 5     | 3        | 79       | 0     | 0        | 59    | 55       | 4.53     | 1.39    |
| 2015       | ヤクルト   | 21    | 19    | 0     | 0     | 0        | 5     | 5     | 0        | 0           | .500  | 479   | 111.1    | 118      | 7           | 38       | 1     | 2        | 78       | 4     | 0        | 50    | 45       | 3.64     | 1.40    |
| 2016       | ヤクルト   | 13    | 0     | 0     | 0     | 0        | 1     | 0     | 0        | 1           | 1.000 | 71    | 16.0     | 23       | 2           | 1        | 0     | 0        | 10       | 0     | 0        | 13    | 13       | 7.31     | 1.50    |
| 2017       | ヤクルト   | 66    | 0     | 0     | 0     | 0        | 3     | 6     | 0        | 24          | .333  | 285   | 68.1     | 63       | 5           | 17       | 3     | 1        | 76       | 5     | 0        | 29    | 23       | 3.03     | 1.17    |
| 2018       | ヤクルト   | 71    | 0     | 0     | 0     | 0        | 3     | 2     | 35       | 7           | .600  | 296   | 73.2     | 63       | 6           | 15       | 2     | 2        | 62       | 0     | 0        | 19    | 17       | 2.08     | 1.06    |
| 2019       | ヤクルト   | 34    | 0     | 0     | 0     | 0        | 2     | 2     | 10       | 5           | .500  | 137   | 33.0     | 30       | 2           | 8        | 2     | 0        | 31       | 3     | 0        | 12    | 10       | 2.73     | 1.15    |
| 2020       | ヤクルト   | 44    | 0     | 0     | 0     | 0        | 3     | 2     | 20       | 4           | .600  | 186   | 44.2     | 42       | 2           | 11       | 2     | 1        | 58       | 2     | 0        | 10    | 10       | 2.01     | 1.19    |
| 2021       | ヤクルト   | 58    | 0     | 0     | 0     | 0        | 0     | 5     | 10       | 9           | .000  | 226   | 55.0     | 54       | 6           | 10       | 0     | 0        | 64       | 1     | 1        | 23    | 22       | 3.60     | 1.16    |
| 2022       | ヤクルト   | 38    | 0     | 0     | 0     | 0        | 2     | 0     | 0        | 16          | 1.000 | 148   | 36.0     | 27       | 0           | 14       | 2     | 2        | 35       | 2     | 0        | 7     | 7        | 1.75     | 1.14    |
| 2023       | ヤクルト   | 50    | 0     | 0     | 0     | 0        | 3     | 6     | 0        | 24          | .333  | 208   | 47.0     | 51       | 3           | 13       | 3     | 3        | 41       | 1     | 0        | 27    | 23       | 4.40     | 1.36    |
| 2024       | ヤクルト   | 37    | 0     | 0     | 0     | 0        | 1     | 0     | 5        | 8           | 1.000 | 189   | 41.1     | 53       | 2           | 14       | 5     | 1        | 39       | 3     | 0        | 20    | 20       | 4.35     | 1.62    |
| 通算：12年 | 通算：12年 | 527   | 33    | 0     | 0     | 0        | 29    | 39    | 90       | 121         | .426  | 2968  | 694.0    | 693      | 56          | 217      | 28    | 16       | 632      | 26    | 1        | 290   | 263      | 3.41     | 1.31    |

- 2024年度シーズン終了時
- 各年度の太字はリーグ最高

### 年度別守備成績
| 年 度 | 球 団    | 投手  | 投手  | 投手  | 投手  | 投手  | 投手     |
| 年 度 | 球 団    | 試 合 | 刺 殺 | 補 殺 | 失 策 | 併 殺 | 守 備 率 |
| ----- | -------- | ----- | ----- | ----- | ----- | ----- | -------- |
| 2013  | ヤクルト | 60    | 5     | 13    | 0     | 0     | 1.000    |
| 2014  | ヤクルト | 35    | 5     | 19    | 2     | 1     | .923     |
| 2015  | ヤクルト | 21    | 4     | 22    | 2     | 1     | .929     |
| 2016  | ヤクルト | 13    | 2     | 4     | 0     | 0     | 1.000    |
| 2017  | ヤクルト | 66    | 3     | 10    | 1     | 0     | .929     |
| 2018  | ヤクルト | 71    | 3     | 8     | 0     | 1     | 1.000    |
| 2019  | ヤクルト | 34    | 1     | 3     | 0     | 0     | 1.000    |
| 2020  | ヤクルト | 44    | 1     | 1     | 0     | 0     | 1.000    |
| 2021  | ヤクルト | 58    | 3     | 5     | 0     | 0     | 1.000    |
| 2022  | ヤクルト | 38    | 0     | 4     | 1     | 0     | .800     |
| 2023  | ヤクルト | 50    | 0     | 9     | 2     | 0     | .818     |
| 2024  | ヤクルト | 37    | 1     | 7     | 0     | 0     | 1.000    |
| 通算  | 通算     | 527   | 28    | 105   | 8     | 3     | .943     |

- 2024年度シーズン終了時

### 表彰
- セ・パ交流戦 日本生命賞：1回（2018年）

### 記録
初記録
投手記録
- 初登板：2013年4月14日、対読売ジャイアンツ3回戦（東京ドーム）、7回裏に2番手で救援登板、1回無失点
- 初奪三振：2013年4月17日、対中日ドラゴンズ5回戦（明治神宮野球場）、6回表に藤井淳志から空振り三振
- 初ホールド：2013年4月19日、対阪神タイガース4回戦（阪神甲子園球場）、8回裏に3番手で救援登板、2回無失点
- 初勝利：2013年5月5日、対阪神タイガース9回戦（阪神甲子園球場）、8回裏に3番手で救援登板、1回2失点
- 初セーブ：2013年8月21日、対読売ジャイアンツ15回戦（明治神宮野球場）、9回表に5番手で救援登板・完了、1回無失点
- 初先発登板：2014年7月2日、対阪神タイガース11回戦（阪神甲子園球場）、5回1失点（自責点0）で敗戦投手
- 初先発勝利：2014年8月12日、対広島東洋カープ14回戦（MAZDA Zoom-Zoom スタジアム広島）、5回3失点

打撃記録
- 初安打：2014年7月30日、対阪神タイガース13回戦（阪神甲子園球場）、2回表に二神一人から右前安打

節目の記録
- 100ホールド：2023年5月10日、対阪神タイガース8回戦（阪神甲子園球場）、7回裏に3番手で救援登板、1回無失点 ※史上44人目
- 500試合登板：2024年5月3日、対中日ドラゴンズ7回戦（明治神宮野球場）、9回表に4番手で救援登板、1回無失点 ※史上108人目[73]
- 100セーブ：2025年5月27日、対中日ドラゴンズ回戦（明治神宮野球場）、9回表に5番手で救援登板・完了、1回無失点※史上38人目、ヤクルト球団史上3人目、通算100ホールドと両方の達成は史上9人目、ヤクルト球団史上初、3番目の年長記録、かかった登板数は5番目に多い[74]

その他の記録
- 三者連続三球三振：2025年4月5日、対中日ドラゴンズ2回戦（明治神宮野球場）、上林誠知、細川成也、石川昂弥から ※史上21人目、23度目[75]
- オールスターゲーム出場：2回（2013年、2018年）

### 背番号
- 12（2013年[7] - ）